# آمیستاد
آمیستاد (به انگلیسی: Amistad) فیلمی در ژانر درام تاریخی به کارگردانی استیون اسپیلبرگ و محصول سال ۱۹۹۷ ایالات متحده آمریکا است. این فیلم بر اساس داستان واقعی رخدادهای کشتی برده لا آمیستاد در سال ۱۸۳۹ ساخته شده‌است که در طی آن مردان قبایل منده به منظور تجارت برده ربوده شده بودند، و در نهایت توانستند کنترل کشتی را در سواحل کوبا به دست بگیرند. در این فیلم مورگان فریمن، آنتونی هاپکینز، جایمن هانسو و متیو مک‌کانهی بازی کرده‌اند.

## داستان
کوبا، ۱۸۳۹ آفریقایی‌های به زنجیر کشیده شده در کشتی آمیستاد سر به شورش می‌گذارند و اکثر خدمهٔ کشتی را می‌کشند. یک کشتی آمریکایی، آمیستاد را متوقف می‌کند و سیاه پوستان را به زندانی در نیوهیون، کنتیکت می‌برند. در واکنش، مالکان کشتی، خریداران برده و پادشاهی اسپانیا ادعاهای جداگانه‌ای را در مورد مالکیت بردگان مطرح می‌کنند …